# Metropolia Kaduna
Metropolia Kaduna – jedna z 9 metropolii kościoła rzymskokatolickiego w Nigerii. Została ustanowiona 16 lipca 1959.

## Diecezje
- Archidiecezja Kaduna
  - Diecezja Ilorin
  - Diecezja Kafanchan
  - Diecezja Kano
  - Diecezja Kontagora
  - Diecezja Minna
  - Diecezja Sokoto
  - Diecezja Zaria

## Metropolici
- John MacCarthy (1959-1975)
- Peter Yariyok Jatau (1975-2007)
- Matthew Man-oso Ndagoso (od 2007)